# حمید زنگنه
حمید زنگنه (زاده ۱۳۴۲ مسجدسلیمان) سیاست‌مدار مستقل ایرانی است.

## سوابق و مسئولیت ها
- نماینده مردم اهواز در دوره هفتم مجلس شورای اسلامی [۳]
- نایب رئیس کمیسیون عمران مجلس شورای اسلامی[۱]
- عضو شورای شهرسازی و معماری ایران
- شهردار اسبق کلانشهر اهواز [۴]